# Тайкурський замок

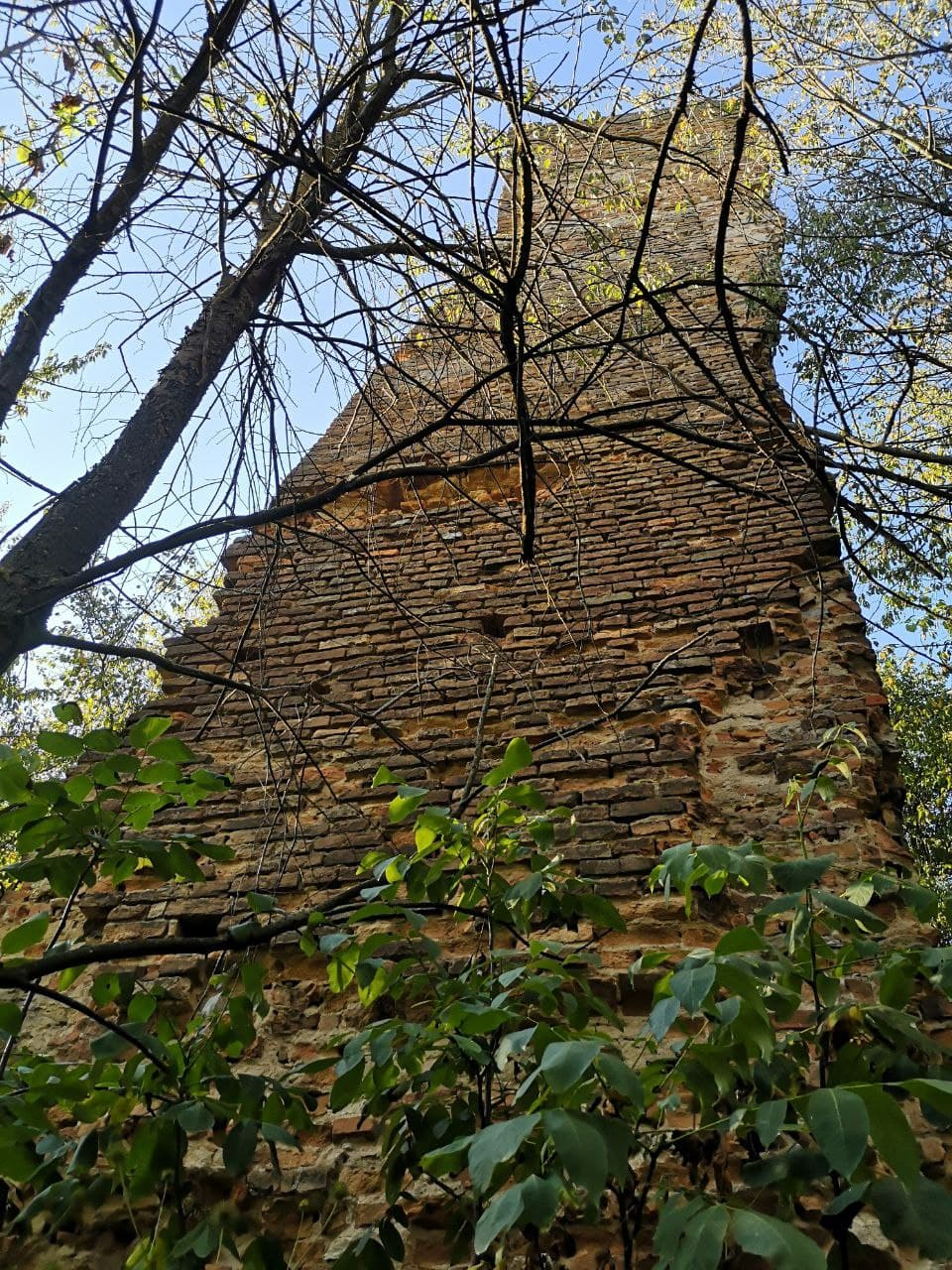
Залишки від Південної вежі 2020 рік

Тайкурський замок (Замок Вишневецьких) — історичний замок, побудований за наказом князя Юрія Вишневецького в кінці XVI—початку XVII століття в селі Тайкури на Волині. Наразі знаходиться у стані руїн, подекуди залишилися стіни та південна фортечна вежа.

## Географія
Замок розташований в 12 кілометрах (14 км по дорозі) від міста Рівне на півдні села Тайкури Рівненської області. З одного боку замку раніше протікала річка Сорока, наразі її не існує.

## Історія
Перша згадка про село Тайкури сягає 1570 року, власником якого був Кірдей Тайкурський, в одному із актів. Невдовзі його отримав І. Шпановський, але після одруження його доньки Теодори Шпанівської (Чапличівної) з князем Юрієм Вишневецьким Тайкури відійшли у власність роду Вишневецьких.

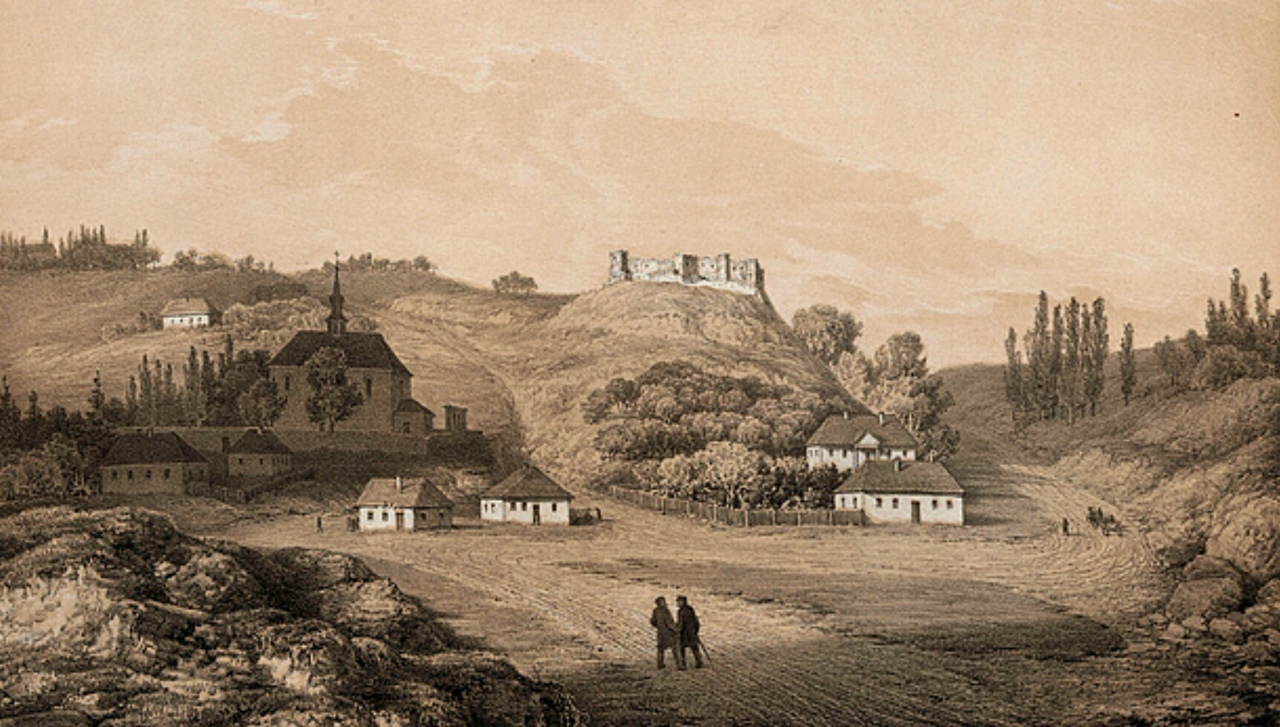
Малюнок «Тайкури», XIX століття, Наполеон Орда. У центрі — Тайкурський замок, зліва — Костел святого Лаврентія

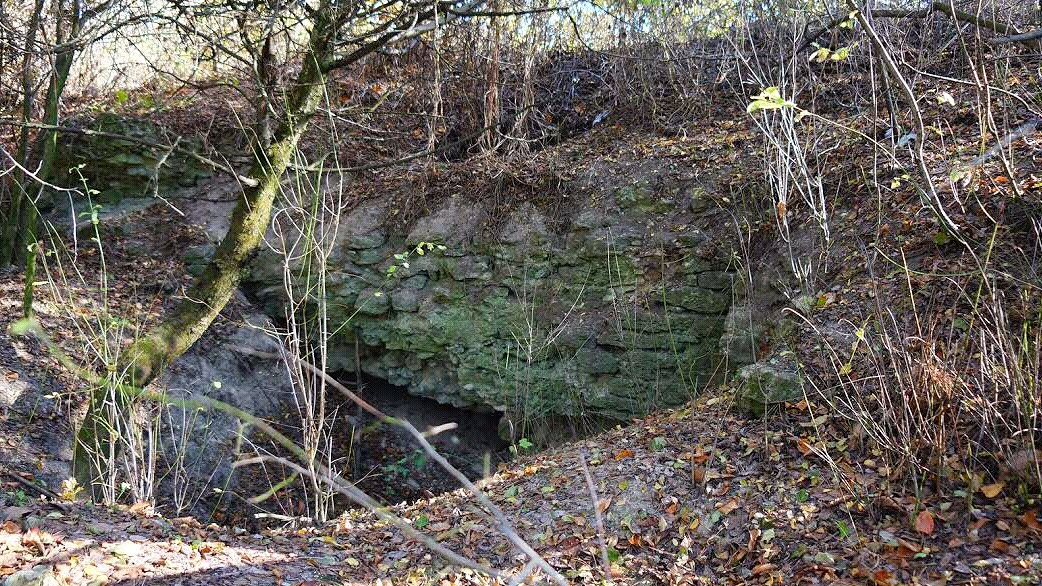
Залишки муру

У селі було побудовано дерев'яну твердиню. Але її швидко замінив кам'яний замок, який за власний кошт збудував Юрій Вишневецький. Його зведення припадає на кінець XVI—початок XVII століть. Розташовувався замок на зручній для оборони західній частині невеликої полонини. Він був захищений півкільцевими земляними валами і глибоким ровом під три метри з одного боку, через який протікала річка Сорока, а з іншого — ровом 15 м. Форма муру була семикутною, але подібною до квадрата, з чотирма фортечними вежами і однією брамою, яка одночасно слугувала мостом, і у разі нападу ворогів міст підіймали. Замок став основною оборонною спорудою Тайкурів та сусідньої місцевості.

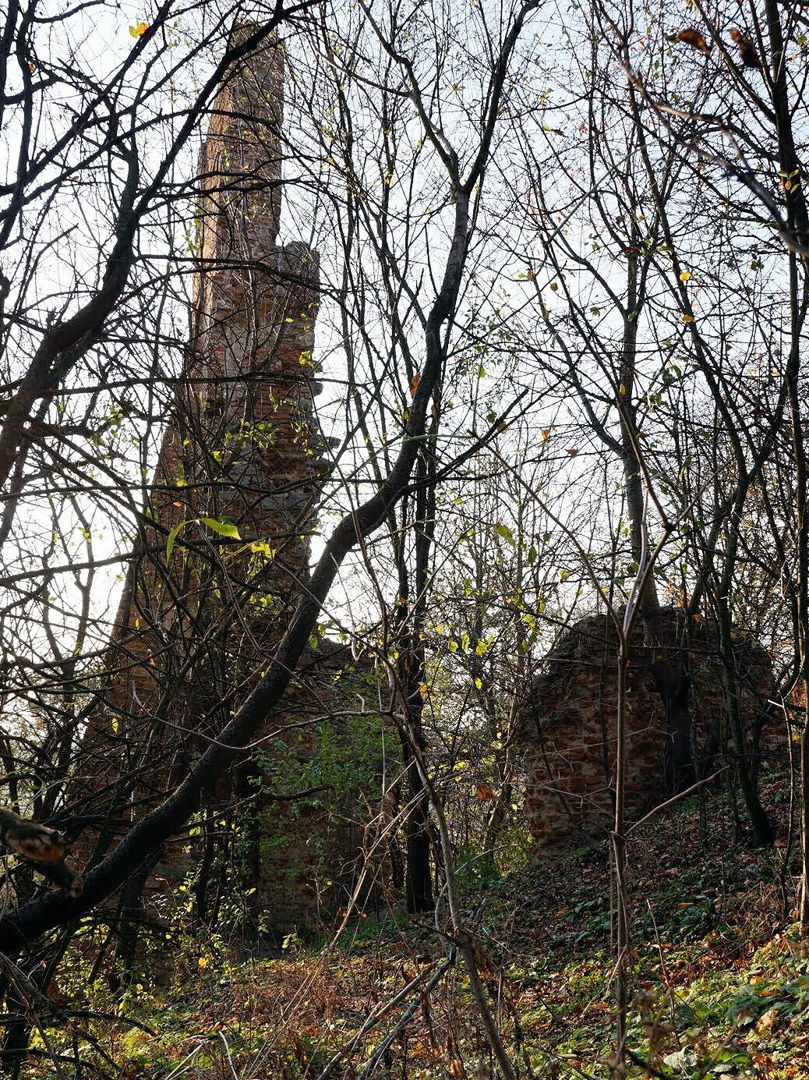
Руїни Тайкурського замку

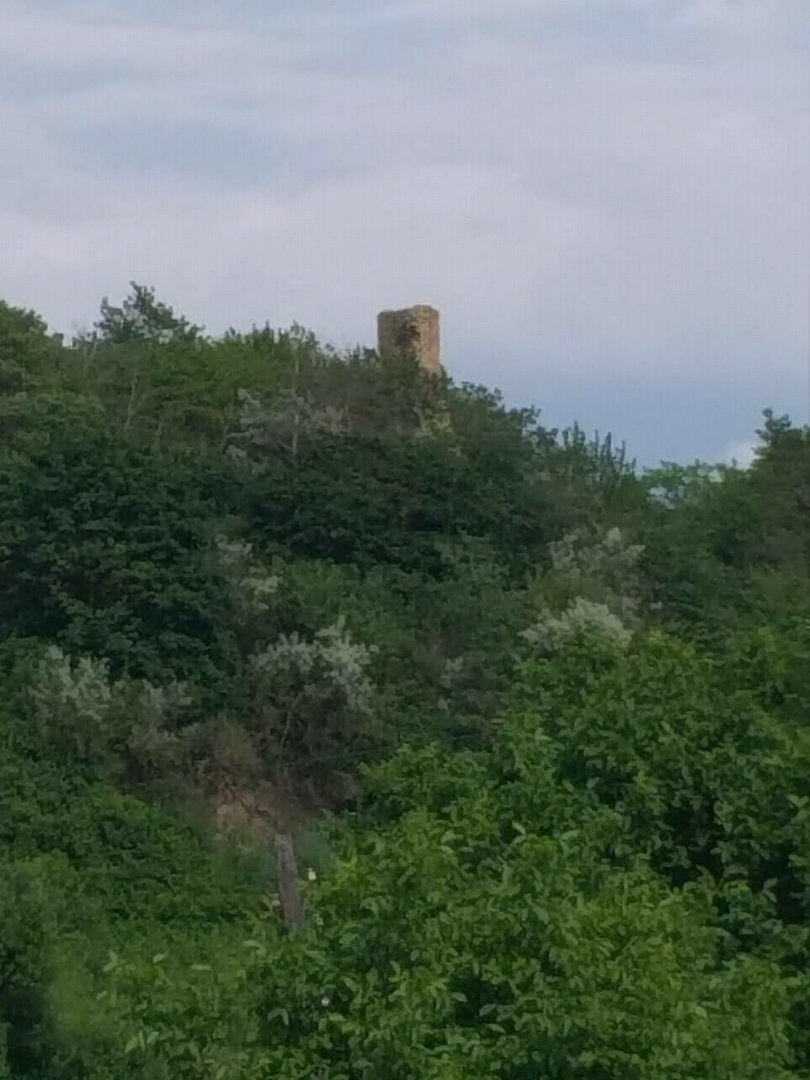
Південна вежа замку здалеку

3 квітня 1614 року грамотою короля Речі Посполитої Сигізмунда III було надано Магдебурзьке право Тайкурам, дозволивши цим ще більше укріпити замок, проводити два ярмарки і один базар щорічно. Містечко почало стрімко рости, пожвавилося ремісниче життя, з'явився свій магістрат. Було зафіксовано у привілеях міський герб, де зображувався святий Юрій Змієборець, вказуючий на оборонну функцію містечка, що мусило захищати Волинь від набігів татар. Місто активно заселялося поляками та стало центром насадження католицизму на заході України, велося притіснення православних українців. Це призвело до знищення військами Богдана Хмельницького у ході Національно-визвольної війни міських установ, замку і польських гонителів. Після укладення Зборівського договору Тайкури залишилися під владою Речі Посполитої, і у 1650 році перейшли до Сапегів. Але потім переходять до Чолганських, а вже на початку XVIII століття їхніми власниками стають Пепловські. Біля підніжжя північного нахилу замкової гори, зберіглися руїни готичного костелу св. Лаврентія, збудованого одним з дідичів, Лаврентієм Пепловським в 1710 році, і закритим та зруйнованим радянською владою. Також у 1731 році на кошти поміщика Яна Павла Пепловського тут була побудована Покровська церква, яка є діючою понині. З 1822 власниками замку стає рід Ілінських.
У 1825 році в замку трапилася велика пожежа, внаслідок чого він спорожнів. Його власник граф Олександр Ільїнський більше не повертався у нього, а у 1876 році напівзруйновану споруду віддав для розбирання на каміння місцевим євреям. Ще більшо руйнування замок зазнав під час Першої світової війни.

## Сучасність
Сьогодні від колись потужної твердині залишилися одні стіни та південна дозорна башта. Південна вежа, яка найкраще збереглася до наших днів, була заввишки 30 метрів та виконувала роль дозорної. Об'єкт включено до туристичного маршруту «Волинські Афіни». Реконструкція замку не відбувалася.

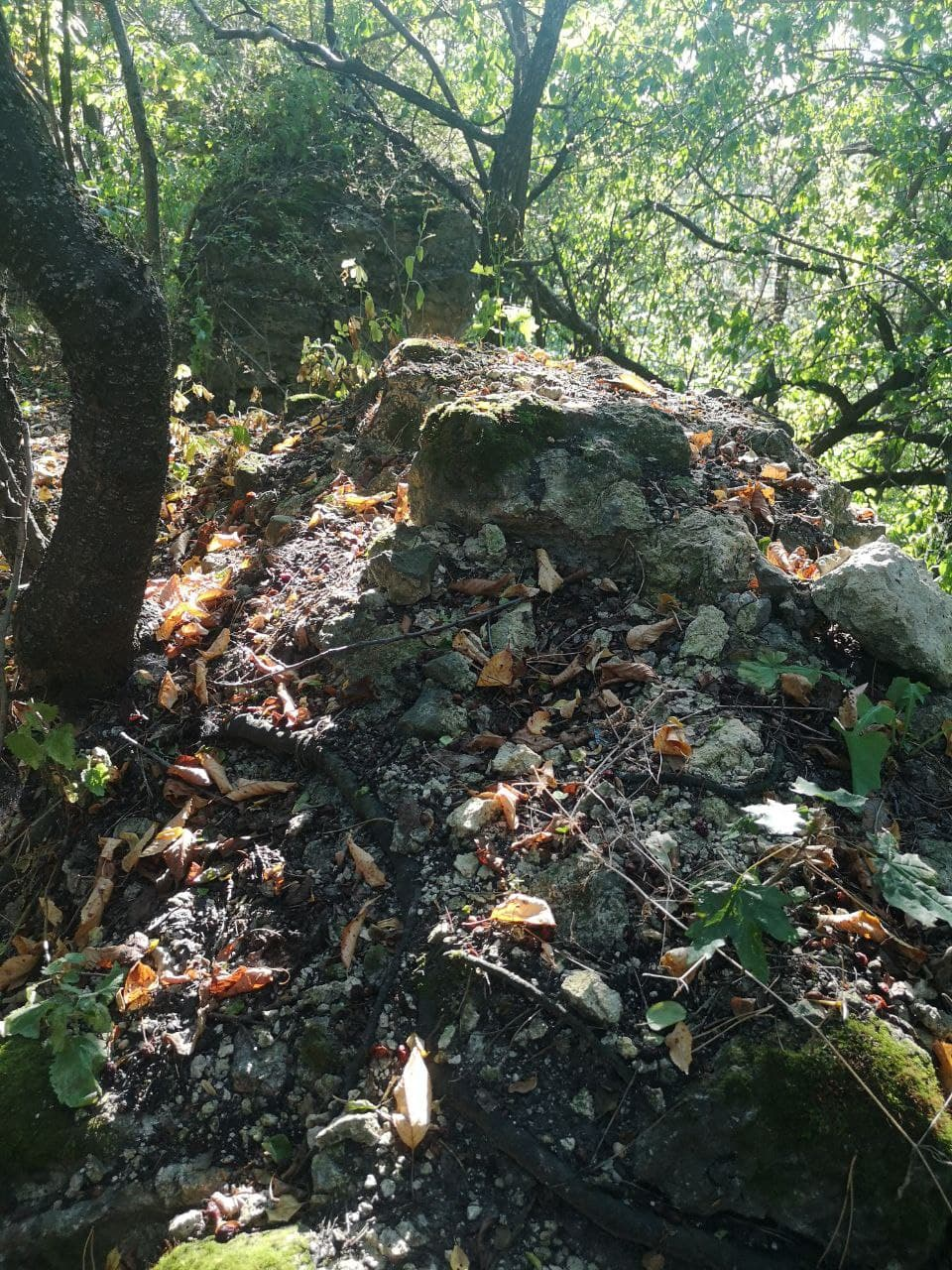